# عملية عوفرا
عملية إطلاق النار قرب عوفرا هي عملية إطلاق نار نفذت بطريقة الكر والفر، أسفرت عن مقتل إسرائيلي وجرح ستة آخرين بالقرب من مدخل مستوطنة عوفرا المقامة على أراضي بلدتي سلواد ويبرود شمال شرق محافظة رام الله والبيرة بالضفة الغربية.